# Троїцька церква (Умань)
Свято-Троїцька церква — діюча церква ПЦУ в місті Умань Черкаської області.

## Історія
Під час більшовицької окупації до 1975 р. в приміщенні церкви був кінопрокат. До Об'єднавчого собору 2018 р. належала УПЦ КП. 

## Зображення

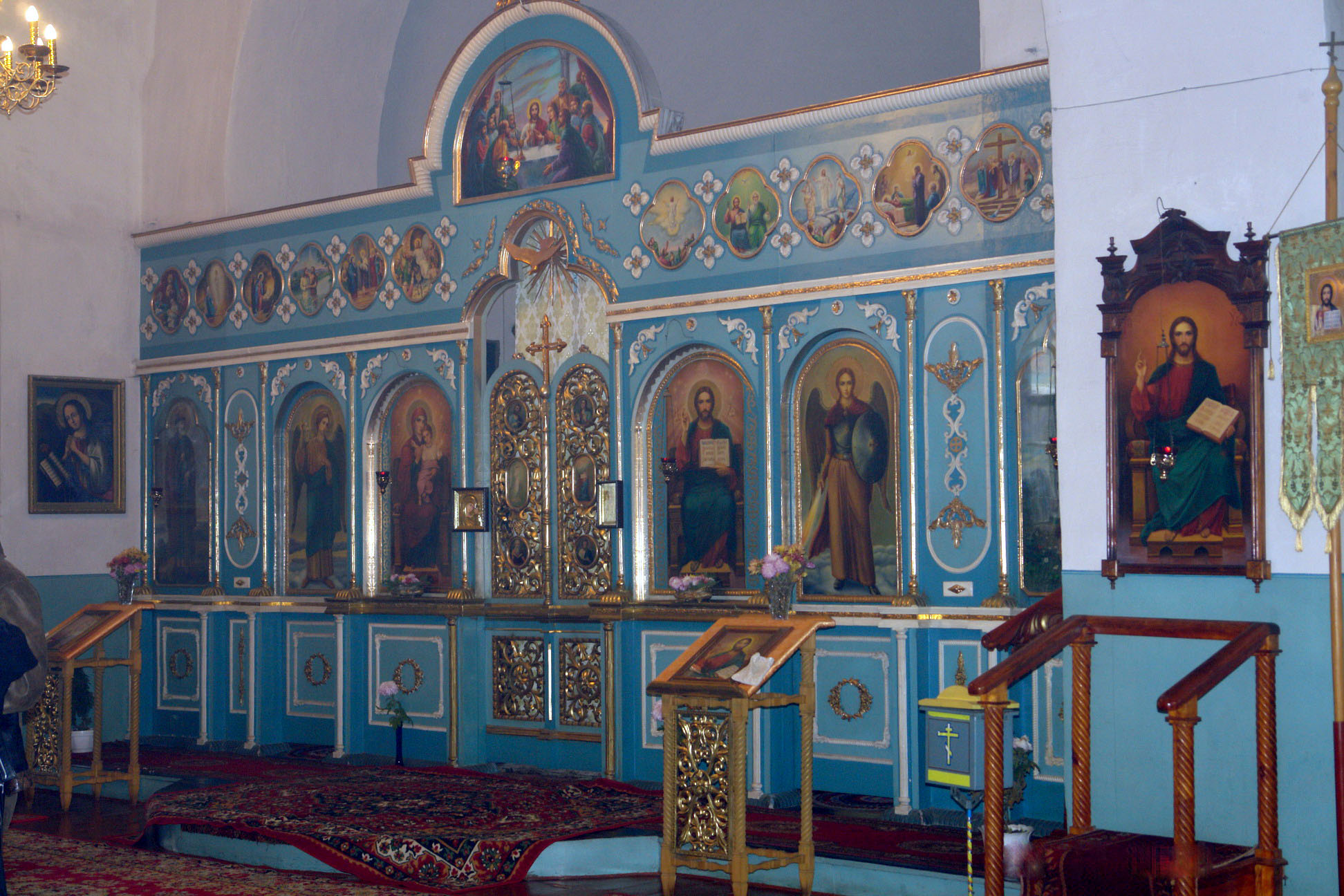